# Земелах
Земелах (їд. זעמעלאך) — східна насолода у вигляді пісочного печива ромбоподібної або квадратної форми, посипане цукром і корицею. Вологість 7 %. Національне печиво євреїв-ашкеназів.
Печиво виготовлялося у СРСР промисловим способом. Його назва згадується у ГОСТ Р 50228-92.

## Технологія виготовлення
Вершкове масло, цукор, яйця, сухе молоко та соду змішують в однорідну масу. Додають борошно. Тісто розкочують пластом завтовшки 5-6 мм. Змащують яйцем, посипають сумішшю цукру та кориці. Нарізають ромбиками, викладають на лист і випікають при температурі 250—270 °C протягом 10—12 хвилин.